# Franz Komers
JUDr. Franz rytíř von Komers (18. ledna 1848 Podmokly – 21. listopadu 1934 Štýrský Hradec) byl okresní hejtman v Lanškrouně, místodržitelský rada, právník a rakouský šlechtic.

## Životopis
Franz Komers byl synem Antona Emanuela Komerse a Marie rozené Jindřichové. Po staroměstském akademickém gymnáziu, vystudoval práva v Praze, promován doktorem obojího práva roku 1878 a působil na různých okresních úřadech. Byl přispívajícím členem Podpůrné jednoty sv. Lukáše podporující výtvarné umělce. Roku 1878 jako konceptní praktikant na českém místodržitelství, pak na okresním hejtmanství v Ústí nad Labem, 1879 v Děčíně, 1880–1882 na českém místodržitelství, 1882 místodržitelským koncipistou na okresním hejtmanství v Karlových Varech, 1884 okresním komisařem na českém místodržitelství., 1892 místodržitelským tajemníkem; tehdy je jmenován jako vládní komisař Kutnohorské místní dráhy. V roce 1893 byl jmenován okresním hejtmanem v Lanškrouně, roku 1898 je činný ve výboru místní pobočky Spolku pro pomoc ženám Červeného kříže pro Království české, roku 1903 získal titul a charakter místodržitelského rady, a dále zde působil až do penzionování v roce 1908.

### Rodina
Roku 1886 se oženil s Anselmou Příborskou (1863–1934), dcerou Julia Příborského a vnučkou Eduarda Krziwanka. Svatebním svědkem byl strýc Emanuel Heinrich Komers baron von Lindenbach, švagrem vrchní finanční rada Emanuel Prziborski

### Potlačení vlny antisemitismu roku 1897
Roku 1897 si veřejné mínění našlo v dobovém duchu rituálního vraha zemřelé dívky – ústeckého izraelitu. Komers nejprve požádal o pomoc četnictvo v Ústí (v síle osm mužů) a čerstvě založenou městskou policii. Pak důrazně odmítl paušální obvinění místních Židů a nařídil okresnímu lékaři exhumaci pohřbeného těla a následnou pitvou potvrdil vyloučení cizího zavinění, čímž utišil vzmáhající se lavinu nepokojů a protižidovských bouří.

### Boj s Všeněmeckou stranou
Jako loajální Rakušan a německy úřadující komisař na rozdíl od přívrženců Všeněmecké strany neměl se soužitím více národů a užíváním více jazyků problém. Lanškroun byl politicky orientován vyhraněně k Všeněmecké straně antisemitského poslance Schönerera a Karla Wolfa. Roku 1899 se vydal Karl Hermann Wolf na předvolební cesty po Čechách. Jeho předvolební schůzi v Lanškrouně hejtman Komers zakázal a 14. srpna 1899 se tedy místo schůze, přes hejtmanův zákaz, konala u pomníku císaře Josefa II. demonstrace. Podle zápisu z jednání lanškrounské městské rady na ní byly zpívány "nevinné německé písně". Dr. Komers svou autoritu podepřel četnickou asistencí. Městská rada ihned jednomyslně vyjádřila rozhořčení nad tím, že konání či zákaz podobných akcí spočívá výhradně na dobré vůli a ochotě okresního hejtmana, který navíc podle jejich názoru již dva roky městu ubližuje svou zvůlí. Městská rada rezolutně požadovala hejtmanovo odvolání, protože slovanský duch jeho politiky zneklidní zdejší obyvatelstvo natolik, že nebude možné udržet mezi nimi pokoj a pořádek. Poslanec Wolf, doprovázený svými příznivci, skandoval pod okny hejtmanova bytu cosi o drzém panákovi a četnická asistence nezasáhla. Následoval drobný incident na hejtmanství, kdy pan poslanec po výměně názorů s hejtmanem opustil místnost nejen s důrazným prásknutím dveří, ale i patřičným slovním doprovodem. Dr. Komers poté zažaloval K. H. Wolfa  pro soukromou urážku na cti a za výroky typu "Drzý aristokrat!" a "Drzý pacholek!" a soud vyhrál. Celá věc měla dokonce parlamentní dohru. 2. března 1900 interpeloval poslanec Karl Hermann Wolf ve prospěch svých lanškrounských stoupenců. Pozastavil se nad chováním okresního hejtmana a vrátil se ve výčtu až k roku 1897, … Místodržitelství však nenechalo úředníka Jeho Veličenstva, navíc z přesvědčení loajálního, padnout a bez dalších komentářů interpelaci smetlo se stolu.

## Ocenění
Roku 1886 obdržel čestný kříž III třídy Řádu knížecího domu Lippe, roku 1903 titul a charakter místodržitelského rady, roku 1906 královský pruský Řád červené orlice III. třídy, 9.10.1908 Řád železné koruny III.. třídy. Jubilejní pamětní medaile za civilní státní službu z roku 1898.